# Ormosia horiana
Ormosia horiana là một loài ruồi trong họ Limoniidae. Chúng phân bố ở miền Cổ bắc.